# Джамал Сеето
Джамал Сеето (англ. Jamal Seeto, нар. 8 вересня 1990) — папуаський футболіст, нападник клубу «Беста Юнайтед ПНГ».
Виступав, зокрема, за клуб «Беста Юнайтед ПНГ», а також національну збірну Папуа Нової Гвінеї.

## Клубна кар'єра
У дорослому футболі дебютував 2011 року виступами за команду клубу «Беста Юнайтед ПНГ», кольори якої захищає й донині.

## Виступи за збірну
4 червня 2012 року дебютував у складі національної збірної Папуа Нової Гвінеї в програному (1:2) матчі проти збірної Нової Зеландії в рамках Кубку націй ОФК 2012 року. Наразі провів у формі головної команди країни 2 матчі.
У складі збірної був учасником кубка націй ОФК 2012 року на Соломонових Островах.